# Lepicolea scolopendra
Lepicolea scolopendra là một loài Rêu trong họ Lepicoleaceae. Loài này được (Hook.) Dumort. ex Trevis. mô tả khoa học đầu tiên năm 1877.